# Xenia Knoll
Xenia Knoll (Biel, Suiza, 2 de septiembre de 1992) es una jugadora de tenis suiza.

## Biografía
Knoll ha ganado dos títulos de dobles en el WTA Tour, así como un título de dobles en la serie WTA 125K, y cuatro títulos individuales y 26 títulos de dobles en el Circuito ITF. El 23 de marzo de 2015, alcanzó el puesto más alto de su carrera en el ranking de individuales del No. 254. El 17 de abril de 2017, alcanzó el puesto 40 en el ranking de dobles.
Knoll hizo su debut en el Gran Premio de Budapest en 2013 con una entrada directa al cuadro principal, perdiendo en  tres sets seguidos ante la ex número 11 del ranking mundial Shahar Pe'er de Israel.
Knoll, que juega para el equipo suizo en la Copa Federación, tiene un récord de victorias y derrotas de 0-1. .

## Carrera en finales de  la Asociación de tenis de mujeres,Women´s Tennis Association

#### Dobles 9  (2 títulos, 7 finales)
| Legend                              |
| ----------------------------------- |
| Grand Slam tournaments (0–0)        |
| Premier Mandatory & Premier 5 (0–0) |
| Premier (0–1)                       |
| International (2–6)                 |

| Finales             |
| ------------------- |
| Hard (0–3)          |
| Tierra batida (2–2) |
| Hierba (0–1)        |
| Carpet (0–1)        |

| N.º | Fecha               | Torneo | Superficie    | Pareja            | Oponentes en la final            | Resultado        |
| --- | ------------------- | ------ | ------------- | ----------------- | -------------------------------- | ---------------- |
| 1.  | 29 de abril de 2016 | Rabat  | Tierra batida | Aleksandra Krunić | Tatjana Maria Ioana Raluca Olaru | 6-3, 6-0         |
| 2.  | 17 de julio de 2016 | Gstaad | Tierra batida | Lara Arruabarrena | Annika Beck Evgeniya Rodina      | 6-1, 3-6, [10-8] |

#### Finalista (7)
| N.º | Fecha                    | Torneo           | Superficie    | Pareja            | Oponentes en la final                  | Resultado        |
| --- | ------------------------ | ---------------- | ------------- | ----------------- | -------------------------------------- | ---------------- |
| 1.  | 24 de abril de 2016      | Estambul         | Tierra batida | Danka Kovinić     | Andreea Mitu İpek Soylu                | w/o              |
| 2.  | 11 de junio de 2016      | 's-Hertogenbosch | Hierba        | Aleksandra Krunić | Oksana Kalashnikova Yaroslava Shvédova | 1-6, 1-6         |
| 3.  | 5 de febrero de 2017     | San Petersburgo  | Dura (i)      | Darija Jurak      | Jeļena Ostapenko Alicja Rosolska       | 6-3, 2-6, [5-10] |
| 4.  | 15 de octubre de 2017    | Linz             | Dura (i)      | Natela Dzalamidze | Kiki Bertens Johanna Larsson           | 6-3, 3-6, [4-10] |
| 5.  | 29 de agosto de 2018     | Estambul         | Tierra batida | Anna Smith        | Chen Liang Shuai Zhang                 | 4-6, 4-6         |
| 6.  | 16 de septiembre de 2018 | Québec City      | Dura (i)      | Darija Jurak      | Asia Muhammad María Sánchez            | 4-6, 3-6         |
| 7.  | 13 de octubre de 2019    | Linz             | Dura (i)      | Barbara Haas      | Barbora Krejčíková Kateřina Siniaková  | 4-6, 3-6         |

## TítulosWTA125s (1; 0+1)

### Dobles (1)
| N.º | Fecha              | Torneo | Superficie    | Pareja       | Oponentes en la final   | Resultado |
| --- | ------------------ | ------ | ------------- | ------------ | ----------------------- | --------- |
| 1.  | 5 de junio de 2016 | Bol    | Tierra batida | Petra Martić | Raluca Olaru İpek Soylu | 6–3, 6–2  |

## TítulosITF

### Individuales 9 (4 títulos, 5 finales)
| Torneos de $100 000 |
| Torneos de $80 000  |
| Torneos de $60 000  |
| Torneos de $25 000  |
| Torneos de $15 000  |
| Torneos de $10 000  |

| Resultado | W–L | Fecha    | Torneo                          | Tier   | Superficie    | Oponente              | Puntos        |
| --------- | --- | -------- | ------------------------------- | ------ | ------------- | --------------------- | ------------- |
| Perdido   | 0–1 | Jun 2009 | ITF Cremona, Italy              | 10,000 | Tierra batida | Lisa Sabino           | 4–6, 6–7(3–7) |
| Perdido   | 0–2 | May 2011 | ITF Madrid, Spain               | 10,000 | Asfalto       | Lucía Cervera Vázquez | 4–6, 5–7      |
| Ganado    | 1–2 | May 2013 | ITF Timișoara, Romania          | 10,000 | Tierra batida | Bianca Hîncu          | 3–6, 6–2, 7–5 |
| Perdido   | 1–3 | Jul 2013 | ITF Prokuplje, Serbia           | 10,000 | Tierra batida | Viktoriya Tomova      | 6–7(2–7), 2–6 |
| Ganado    | 2–3 | Sep 2013 | ITF Belgrade, Serbia            | 10,000 | Tierra batida | Natalija Kostić       | 6–3, 6–3      |
| Perdido   | 2–4 | Mar 2014 | ITF Heraklion, Greece           | 10,000 | Asfalto       | Anna Smith            | 1–6, 3–6      |
| Perdido   | 2–5 | Sep 2014 | ITF Moscow, Russia              | 25,000 | Tierra batida | Evgeniya Rodina       | 6–7(2–7), 1–6 |
| Ganado    | 3–5 | Nov 2018 | ITF Heraklion, Greece           | 15,000 | Tierra batida | Ani Vangelova         | 6–2, 7–5      |
| Ganado    | 4–5 | Oct 2019 | ITF Andrézieux-Bouthéon, France | 15,000 | Asfalto       | Maon Leonard          | 6–0, 7–5      |

### Dobles 44 (26 títulos,18 finales)
| Resultado | W–L   | Fecha    | Torneo                                   | Nivel   | Terreno    | Compañera            | Oponentes                              | Puntos                 |
| --------- | ----- | -------- | ---------------------------------------- | ------- | ---------- | -------------------- | -------------------------------------- | ---------------------- |
| Perdido   | 0–1   | Jun 2009 | ITF Lenzerheide, Switzerland             | 10,000  | Clay       | Amra Sadiković       | Michelle Gerards Marcella Koek         | 3–6, 3–6               |
| Ganado    | 1–1   | Jun 2009 | ITF Davos, Switzerland                   | 10,000  | Clay       | Amra Sadiković       | Marcella Koek Lisa Sabino              | 7–5, 6–1               |
| Ganado    | 2–1   | Mar 2010 | ITF Wetzikon, Switzerland                | 10,000  | Carpet (i) | Amra Sadiković       | Simona Dobrá Tereza Hladíková          | 6–4, 7–6(7–5)          |
| Perdido   | 2–2   | Aug 2010 | ITF Innsbruck, Austria                   | 10,000  | Clay       | Amra Sadiković       | Victoria Larrière Elixane Lechemia     | w/o                    |
| Ganado    | 3–2   | Nov 2010 | ITF Stockholm, Sweden                    | 10,000  | Hard (i)   | Lara Michel          | Karen Barbat Anna Brazhnikova          | 6–3, 6–3               |
| Ganado    | 4–2   | Mar 2011 | ITF Fällanden, Switzerland               | 10,000  | Carpet (i) | Amra Sadiković       | Dalila Jakupović Anja Prislan          | 6–3, 6–3               |
| Perdido   | 4–3   | Jun 2011 | ITF Madrid, Spain                        | 10,000  | Clay       | Benedetta Davato     | Lisa Sabino Andreea Văideanu           | 4–6, 1–6               |
| Ganado    | 5–3   | Aug 2011 | ITF Trimbach, Switzerland                | 10,000  | Clay       | Christina Shakovets  | Marisa Gianotti Kateřina Kramperová    | 6–3, 7–6(7–5)          |
| Ganado    | 6–3   | Mar 2012 | ITF Fällanden, Switzerland               | 10,000  | Carpet (i) | Amra Sadiković       | Lara Michel Emily Webley-Smith         | 6–7(3–7), 6–4, [12–10] |
| Perdido   | 6–4   | Jun 2012 | ITF Breda, Netherlands                   | 10,000  | Clay       | Carolin Daniels      | Ysaline Bonaventure Isabella Shinikova | 4–6, 6–7(5–7)          |
| Ganado    | 7–4   | Feb 2013 | ITF Kreuzlingen, Switzerland             | 10,000  | Carpet (i) | Timea Bacsinszky     | Matea Mezak Silvia Njirić              | 6–3, 6–2               |
| Perdido   | 7–5   | Sep 2013 | ITF Belgrade, Serbia                     | 10,000  | Clay       | Tamara Čurović       | Lina Gjorcheska Camelia Hristea        | 0–6, 1–6               |
| Ganado    | 8–5   | Sep 2013 | ITF Dobrich, Bulgaria                    | 25,000  | Clay       | Teodora Mirčić       | Isabella Shinikova Dalia Zafirova      | 7–5, 7–6(7–5)          |
| Ganado    | 9–5   | Sep 2013 | ITF Budapest, Hungary                    | 25,000  | Clay       | Timea Bacsinszky     | Réka Luca Jani Veronika Kapshay        | 7–6(7–3), 6–2          |
| Ganado    | 10–5  | May 2014 | ITF Moscow, Russia                       | 25,000  | Clay       | Anna Danilina        | Ekaterina Bychkova Evgeniya Rodina     | 6–3, 6–2               |
| Perdido   | 10–6  | Jun 2014 | ITF La Marsa, Tunisia                    | 25,000  | Clay       | Pemra Özgen          | Andrea Gámiz Valeria Savinykh          | 6–1, 6–7(6–8), [9–11]  |
| Perdido   | 10–7  | Jun 2014 | ITF Ystad, Sweden                        | 25,000  | Clay       | Anna Danilina        | Nastja Kolar Yvonne Neuwirth           | 6–7(3–7), 6–3, [6–10]  |
| Perdido   | 10–8  | Jul 2014 | ITF Aschaffenburg, Germany               | 25,000  | Clay       | Lesley Kerkhove      | Rika Fujiwara Yuuki Tanaka             | 1–6, 4–6               |
| Ganado    | 11–8  | Sep 2014 | ITF Moscow, Russia                       | 25,000  | Clay       | Anna Danilina        | Valentyna Ivakhnenko Yuliya Kalabina   | 6–1, 4–6, [10–6]       |
| Ganado    | 12–8  | Sep 2014 | ITF Moscow, Russia                       | 25,000  | Clay       | Veronika Kudermetova | Alexandra Artamonova Polina Monova     | 7–6(12–10), 7–5        |
| Perdido   | 12–9  | Sep 2014 | ITF Podgorica, Montenegro                | 25,000  | Clay       | Arantxa Rus          | Alexandra Cadanțu Stephanie Vogt       | 1–6, 6–3, [2–10]       |
| Ganado    | 13–9  | Oct 2014 | ITF Istanbul, Turkey                     | 25,000  | Hard (i)   | İpek Soylu           | Ayla Aksu Müge Topsel                  | 6–2, 6–4               |
| Ganado    | 14–9  | Nov 2014 | GB Pro-Series Bath, United Kingdom       | 25,000  | Hard (i)   | Lesley Kerkhove      | Barbara Bonić Pemra Özgen              | 6–3, 6–1               |
| Perdido   | 14–10 | Feb 2015 | ITF Beinasco, Italy                      | 25,000  | Clay (i)   | Alice Matteucci      | Demi Schuurs Daniela Seguel            | 4–6, 6–4, [9–11]       |
| Ganado    | 15–10 | Jun 2015 | Surbiton Trophy, United Kingdom          | 50,000  | Grass      | Lyudmyla Kichenok    | Tara Moore Nicola Slater               | 7–6(8–6), 6–3          |
| Ganado    | 16–10 | Jun 2015 | ITF Ystad, Sweden                        | 25,000  | Clay       | Cornelia Lister      | Conny Perrin Chanel Simmonds           | 7–5, 7–6(7–5)          |
| Perdido   | 16–11 | Jun 2015 | ITF Lenzerheide, Switzerland             | 25,000  | Clay       | Antonia Lottner      | Yvonne Cavallé Reimers Karin Kennel    | w/o                    |
| Perdido   | 16–12 | Jun 2015 | ITF Denain, France                       | 25,000  | Clay       | Florencia Molinero   | Elise Mertens İpek Soylu               | 6–7(3–7), 3–6          |
| Ganado    | 17–12 | Jul 2015 | ITF Turin, Italy                         | 25,000  | Clay       | Alice Matteucci      | Susanne Celik Diāna Marcinkēviča       | 6–2, 7–5               |
| Ganado    | 18–12 | Jul 2015 | ITF Imola, Italy                         | 25,000  | Carpet     | Claudia Giovine      | Despina Papamichail Bernarda Pera      | 7–5, 6–2               |
| Perdido   | 18–13 | Aug 2015 | ITF Mamaia, Romania                      | 25,000  | Clay       | Amra Sadiković       | Anastasiya Komardina Sofia Shapatava   | 3–6, 7–5, [8–10]       |
| Ganado    | 19–13 | Nov 2015 | GB Pro-Series Shrewsbury, United Kingdom | 25,000  | Hard (i)   | Alice Matteucci      | Lesley Kerkhove Quirine Lemoine        | 3–6, 6–3, [10–3]       |
| Perdido   | 19–14 | Jan 2016 | ITF Andrézieux-Bouthéon, France          | 50,000  | Hard (i)   | Viktorija Golubic    | Elise Mertens An-Sophie Mestach        | 4–6, 6–3, [7–10]       |
| Ganado    | 20–14 | Feb 2016 | ITF Altenkirchen, Germany                | 25,000  | Carpet (i) | Ysaline Bonaventure  | Deniz Khazaniuk Maria Marfutina        | 6–1, 6–4               |
| Perdido   | 20–15 | May 2016 | Open de Cagnes-sur-Mer, France           | 100,000 | Clay       | Aleksandra Krunić    | Andreea Mitu Demi Schuurs              | 4–6, 5–7               |
| Perdido   | 20–16 | Sep 2016 | ITF Podgorica, Montenegro                | 25,000  | Clay       | Ivana Jorović        | Anita Husarić Quirine Lemoine          | 6–3, 4–6, [4–10]       |
| Ganado    | 21–16 | Aug 2017 | ITF Montreux Open, Switzerland           | 25,000  | Clay       | Amra Sadiković       | Michaela Hončová Isabella Shinikova    | 6–2, 7–5               |
| Ganado    | 22–16 | Mar 2018 | ITF Antalya, Turkey                      | 15,000  | Clay       | Cornelia Lister      | Amina Anshba Ksenia Palkina            | 6–0, 5–7, [10–8]       |
| Perdido   | 22–17 | May 2018 | ITF Trnava, Slovakia                     | 100,000 | Clay       | Anna Smith           | Jessica Moore Galina Voskoboeva        | 6–0, 3–6, [7–10]       |
| Perdido   | 22–18 | Nov 2018 | ITF Heraklion, Greece                    | 15,000  | Clay       | Anna Hertel          | Oana Gavrilă Maya Tahan                | 3–6, 6–1, [3–10]       |
| Ganado    | 23–18 | May 2019 | Open de Cagnes-sur-Mer, France           | 80,000  | Clay       | Anna Blinkova        | Beatriz Haddad Maia Luisa Stefani      | 4–6, 6–2, [14–12]      |
| Ganado    | 24–18 | May 2019 | ITF Trnava, Slovakia                     | 100,000 | Clay       | Anna Blinkova        | Cornelia Lister Renata Voráčová        | 7–5, 7–5               |
| Ganado    | 25–18 | Sep 2019 | ITF Verbier, Switzerland                 | 25,000  | Clay       | Simona Waltert       | Ipek Soylu Kathinka von Deichmann      | 6–4, 6–3               |
| Ganado    | 26–18 | Sep 2019 | ITF Montreux, Switzerland                | 60,000  | Clay       | Mandy Minella        | Ylena In-Albon Conny Perrin            | 6–3, 6–4               |